# Tbsource
Tbsource är en tracker-programvara skriven i PHP, och används i kombination med en databas (oftast MySQL). Programvaran utvecklades från början hos Torrentbits för användning på sidan, men efter att sidan lades ner så släpptes koden fri. Koden är idag släppt under GPL.
De allra flesta trackers bygger idag på tbsource, förutom vissa undantag såsom The Pirate Bay som bygger på OpenTracker.